# Atletismo nos Jogos Pan-Americanos de 1955 - 400 m masculino
A prova dos 400 m masculino nos Jogos Pan-Americanos de 1955 foi realizada na Cidade do México, México.

## Medalhistas
| Ouro                           | Prata                        | Bronze                            |
| Louis Jones USA Estados Unidos | James Lea USA Estados Unidos | Jesse Mashburn USA Estados Unidos |

## Resultados
| Posição           | Nome            | Nacionalidade      | Tempo | Notas |
| ----------------- | --------------- | ------------------ | ----- | ----- |
| Medalha de ouro   | Louis Jones     | USA Estados Unidos | 45.68 |       |
| Medalha de prata  | James Lea       | USA Estados Unidos | 45.78 |       |
| Medalha de bronze | Jesse Mashburn  | USA Estados Unidos | 46.44 |       |
| 4                 | Frank Rivera    | PUR Porto Rico     | 48.37 |       |
| 5                 | Melville Spence | JAM Jamaica        | 48.84 |       |